# Eugenia flamingensis
Eugenia flamingensis är en myrtenväxtart som beskrevs av Otto Karl Berg. Eugenia flamingensis ingår i släktet Eugenia och familjen myrtenväxter. Inga underarter finns listade i Catalogue of Life.